# Franz Hilverding
Franz Anton Christoph Hilverding noto anche come Hilferding (1710 – 1768) è stato un coreografo e ballerino austriaco.

## Biografia
Per un certo periodo fu direttore del teatro imperiale di San Pietroburgo. Contemporaneamente, con il suo collega Jean Baptiste de Hesse e il proprio assistente Gaspare Angiolini, contribuì alla nascita del Balletto pantomimo o Ballet d'action al quale Jean-Georges Noverre avrebbe dato un credito duraturo con la pubblicazione delle sue Lettres sur la danse et les ballets. I balletti d'azione enfatizzarono un elemento drammatico ed espressivo coesivo per la performance, con costumi, trama e movimento tutti finalizzati a mettere in evidenza la storia. Hilverding studiò a Parigi dal 1734 al 1736, e fu ispirato dalla ballerina Marie Sallé, che fu una delle prime a esplorare questa nozione di balletti drammatici coesi. Iniziò a creare balletti drammatici come coreografo a Vienna negli anni 1740, molti dei quali usavano le storie degli amanti mitologici. Tra le opere più celebri di Hilverding spicca il balletto con pantomima Le Turc généreux (Il turco generoso), ispirato alla prima entrée delle Indes galantes di Jean-Philippe Rameau e immortalato in una stampa di Bernardo Bellotto intitolata appunto Le Turc Généreux. Questo balletto è stato rappresentato a Vienna al teatro di corte il 26 aprile 1758 e la stampa è esposta al British Museum di Londra. Invitato dalla zarina Elisabetta nel 1758, divenne coreografo di corte a San Pietroburgo. Portò con sé i suoi ballerini in Russia, e fece molto per sviluppare il talento dei ballerini russi. Cercò di usare temi russi nei suoi balletti e dipinse la Russia come "Difensore della virtù" nel suo "Rifugio della virtù". Tornò a Vienna nel 1764 e mise in scena "Le Triomphe de l'Amour" con Maria Antonietta e i suoi fratelli  Ferdinando e Massimiliano in veste di ballerini.